# Parklindar i Sverige

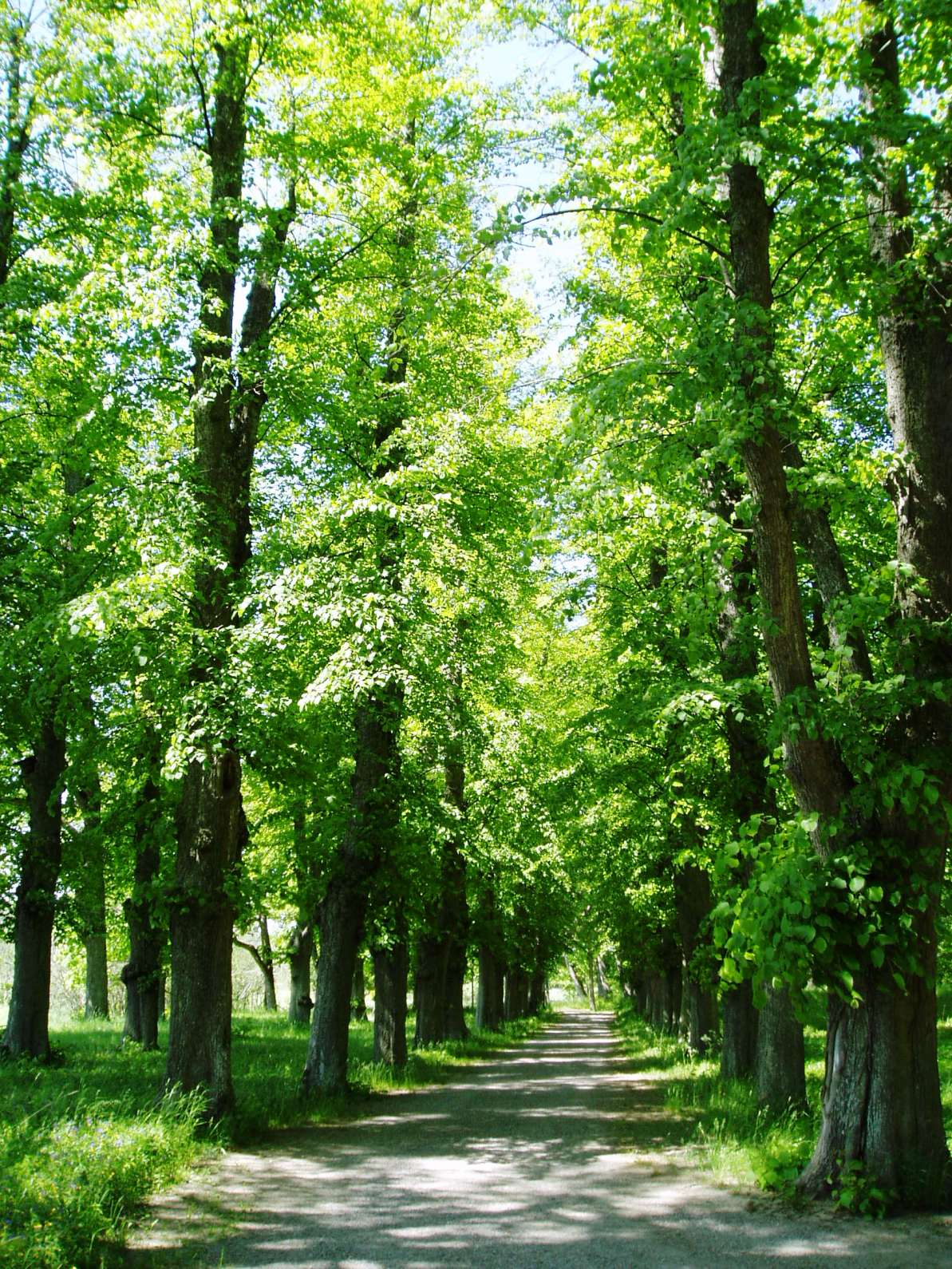
Allé av parklindar från 1700-talet i Svartsjö slottspark

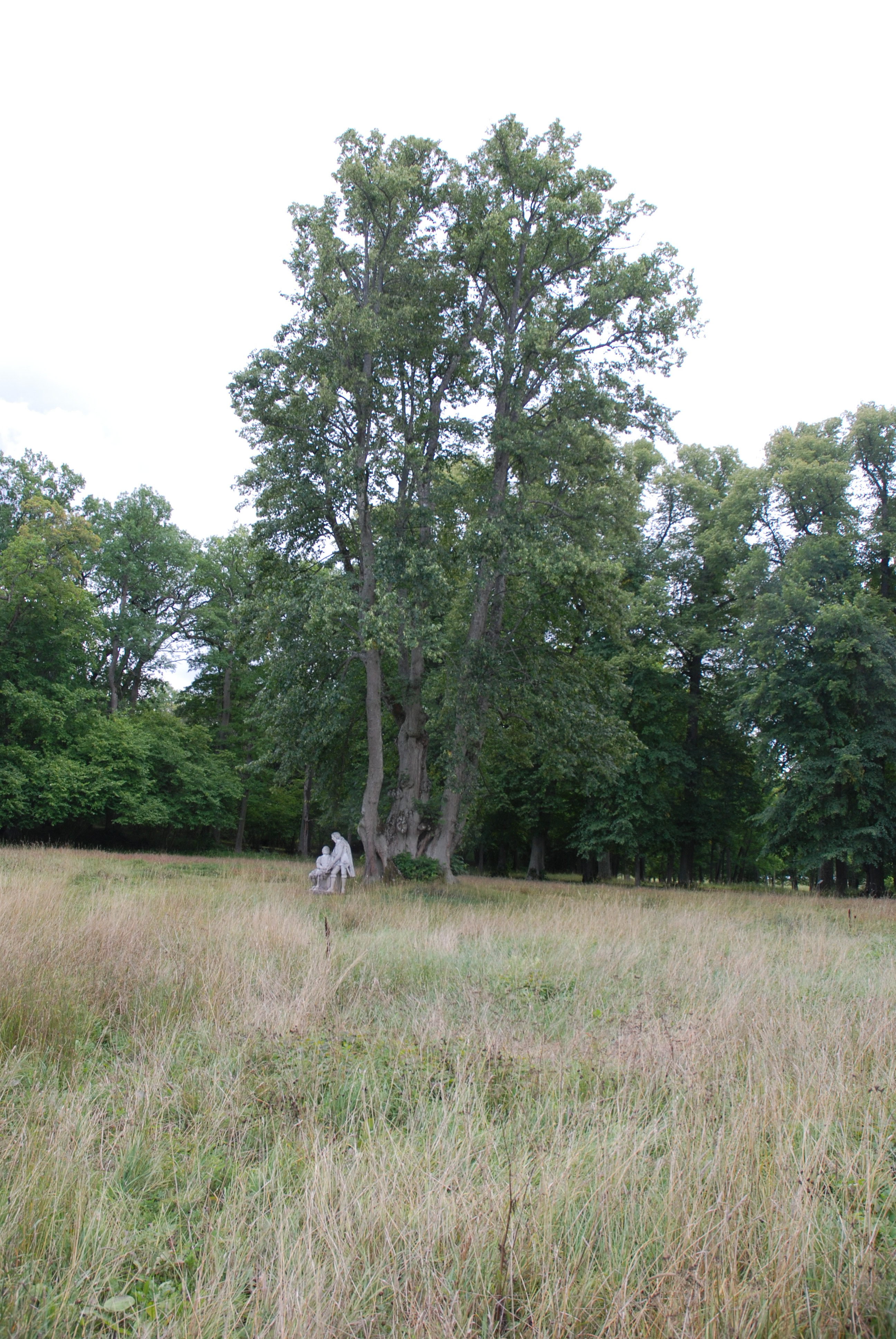
Den flerstammiga Drottning Kristinas lind från tidigt 1600-tal i den tidigare barockträdgården vid Svartsjö slott. Framför linden står en carraramarmorstaty föreställande Axel Oxenstierna och Gustav II Adolf, vilken Gustaf III beställt i Italien

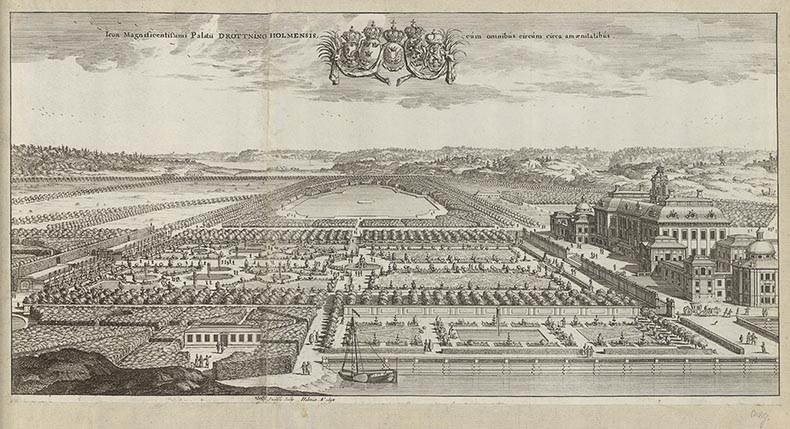
Drottningholms slotts barockträdgård ur Erik Dahlbergs Suecia Antiqua et Hodierna. De första 300 lindarna i de två fyrradiga allérna av parklindar importerades från Holland och planterades 1684

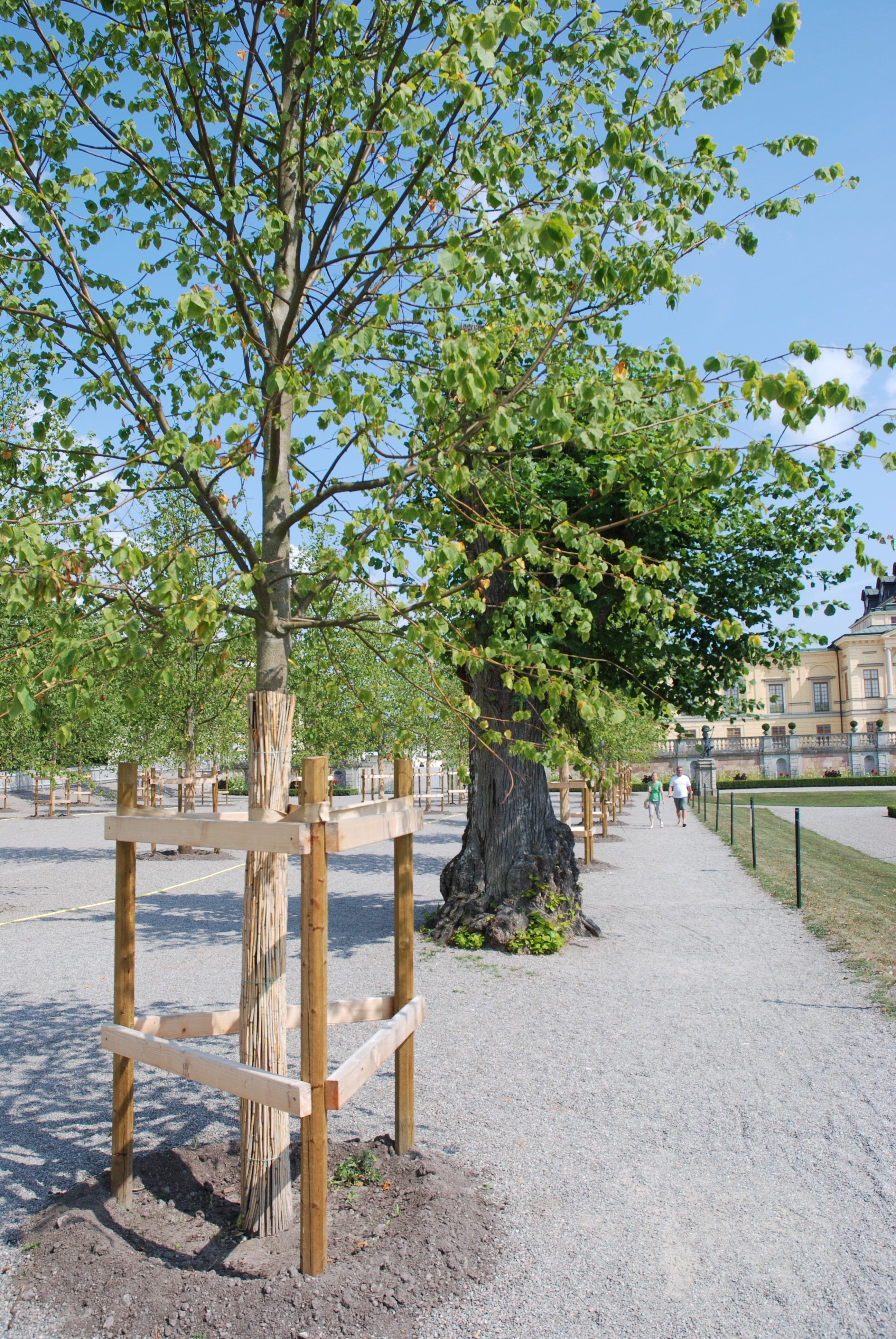
Ny, klonad parklind och gammal parklind i Drottningholms slotts barockträdgård 2010

Parklindar i Sverige har funnits sedan början av 1600-talet och blivit de vanligaste planterade träden i parker och alléer i Sverige.
Parklinden (Tilia x europaea) är en art som uppstått genom korsning i Mellaneuropa mellan skogslind och bohuslind. Hybriden är naturligt åstadkommen och kanske flera tusen år gammal. Skogslinden är vildväxande i södra Sverige, medan bohuslinden bara finns vildväxande i ett fåtal exemplar i Bohuslän. 
Parklinden blev favoritträdet i svenska parker och -trädgårdar på 1600- och 1700-talen. Den finns i stort antal i parker från den tiden, oftast i alléer anlagda efter tidens stilideal, barocken. Den kan hamlas hårdhänt och passade därför in i barockens tuktade trädgårdsideal. Det finns i dag många tusen parklindar kvar i Sverige från denna tid. Parklinden har över tiden blivit det mest planterade trädet i svenska alléer och parker.  
Parklinden har sitt ursprung i Nederländerna, Belgien och Tyskland och började där komma i bruk som parkträd, stadsträd och i alléer under 1600-talet.

## Introduktion i Sverige
Holland och angränsande områden är det sannolika ursprunget för den svenska parklinden. Den äldsta kända importen till Sverige skedde 1618 och detta träd levde ända till 1999, då det föll i en storm. 
Parklinden infördes under 1600-talet, först till kungliga och adliga slott. Mot slutet av århundradet var den ett viktigt inslag i anläggandet av barockträdgårdar efter framförallt franska förebilder som trädgårdarna vid Vaux-le-Vicomte och Versailles av André Le Nôtre. Den så kallade Drottning Kristinas lind i Grönsö slottspark planterades 1623 vid ett besök av änkedrottning Kristina, mor till Gustav II Adolf. Den är mångstammig och hade länge varit i dåligt skick när Drottning Silvia år 2003 planterade en ny lind, som är en genetisk kopia av den gamla efter förökning på Sveriges lantbruksuniversitet i Alnarp.
I Svartsjö slottspark står i den tidigare barockträdgården öster om slottet en nästan 400 år gammal solitär parklind som också benämns Drottning Kristinas lind. Den är märkligt formad med sju stammar, vilket kan bero på att plantan satts upp och ned eller att sju separata plantor bundits samman. Det finns olika versioner om planteringen. Enligt en tradition planterade Gustav II Adolf linden upp och ned 1618 i sorg över att Ebba Brahe gift sig med Jakob De la Gardie. Enligt en annan tradition planterade Gustav II Adolf linden som ett vårdträd vid dottern Kristinas födelse den 8 december 1626.
Lindarna i Stora allén som leder fram till Övedskloster i Skåne, planterade 1770, har sannolikt importerats från platskolor i Haarlem i Nederländerna.
Under 1600-talet importerades mellan 30.000 och 40.000 parklindar från Holland. Under 1700- och 1800-talen blev det vanligt att anlägga allér vid bruk och stadsmiljöer och så småningom också vid prästgårdar och större lantbruk.

## Parklindar i Mälardalen
I Mellaneuropa är riktigt gamla lindträd numera ovanliga. Parklinden har bevarats bättre i Sverige än i ursprungsländerna på grund av träden växer långsammare i Sveriges kallare klimatet. 
Mälardalen har ett gynnsamt klimat för lindar och har ett av de största parklindbestånden i Sverige. Mycket välskötta lindallér finns till exempel på Skoklosters slott och parklindar finns också bland annat i Drottningholms slottspark samt vid Ekolsunds slott, Svartsjö slott och Edsbergs slott.

## Restaurering av lindalléerna i Drottningholms slottspark
Lindbestånden i svenska parker, alléer och kyrkogårdar är idag ofta åldersstigna och i vissa fall skadade av misskötsel under lång tid. Lindar har traditionellt beskurits med jämna mellanrum, både av estetiska skäl och för att få lävtäkt och klenvirke. Från mitten av 1900-talet har höga arbetskraftskostnader och en minskad kunskap om traditionellt jordbruk lett till att alléer och parker lämnats att växa igen.  
De två fyrradiga lindalléer som inramar barockträdgården i Drottningholms slottspark började planteras 1684 på initiativ av änkedrottningen Hedvig Eleonora. Vid denna tidpunkt planterades 300 importerade parklindar från Holland. De kompletterades senare till att bestå av sammanlagt 846 träd år 1726. 
En föryngring blev aktuell mot slutet av 1900-talet, på grund av ålder, svampangrepp, röta och felaktig beskärning. Sedan slutet av 1980-talet har ett arbete pågått för att restaurera lindalléerna, och plantering påbörjades 1998 för en total föryngring i fem etapper fram till maj 2011. Vid de tre första etapperna planterades tyska moderträd uppdrivna i Tyskland. Vid de två senare etapperna användes sticklingar från de befintliga gamla träden i slottsparken. Av omkring 3.000 sticklingar, som togs 1995-96, blev ungefär 350 livsdugliga och kunde planteras ut efter tolv år. De drevs först upp i växthus på Sveriges lantbruksuniversitet i Alnarp, där de efter tre år utvecklats till två meter höga plantor. Därefter växte de till sig på plantskolan Lorenz von Ehren i Hamburg för utplantering från våren 1998. Ungefär vart tjugonde träd bevarades för att stå kvar som historiska vittnesbörd.